# Goldbach (Münzbach)
Der Goldbach (regional meist als die Goldbach bezeichnet), auch als Saubach bekannt, ist ein etwa 5 km langer linker Nebenfluss der Münzbach in Sachsen.

## Verlauf
Sein gesamter Lauf befindet sich auf dem Gebiet der Stadt Freiberg. Das Quellgebiet liegt zwischen dem Großen Teich und dem Mittelteich beziehungsweise um diese Teiche herum im Freiberger Stadtwald auf einer Höhe von etwa 460 m. Nach dem Passieren des Mittelteiches fließt er rund 300 m nach Nordwesten, um dann um fast 90° nach Nordosten abzuschwenken. Parallel zum Ölmühlenweg erreicht er die Bebauungsgrenze der Stadt Freiberg. Hier geht er in Höhe des Schützenhauses an der Chemnitzer Straße in einen etwa 400 m langen verrohrten Abschnitt, der am Mühlteich endet. Nach dem Durchfließen des Mühlteiches erreicht er nach rund 200 m den Hammerteich mit dem ehemaligen Freibergsdorfer Hammerwerk, welchem er damals das Nutzwasser lieferte. Nach weiteren 800 m wird er wiederum verrohrt. In Höhe des Kindergartens vereint sich der Goldbach mit dem Saubach der ihm von der Brander Straße aus zu fließt. Der Saubach ist eine künstliche Wasserzuführung (Stollnlänge 3500 m) aus dem Brander Gebiet. Er tritt aus dem Saustolln an der Brander Straße aus und durchfließt ein Sammelbecken, bevor er verrohrt wird, um sich mit dem Goldbach zu vereinen. Nach Durchfließen der Kreuzteiche und des Schlüsselteiches erreicht er, inzwischen auf eine nördlichere Richtung eingeschwenkt, im verrohrten Zustand nach etwa 5 km im Freiberger Stadtteil Loßnitz den Münzbach.
Siehe auch: Liste der Gewässer in Sachsen